# 鹿豚
鹿豚（印尼文、英文：Babirusa），又名鹿豬，是鹿豚屬物種的通稱，為偶蹄目豬科鹿豚亞科下的唯一一個屬，也是印尼的特有動物，僅分布於蘇拉威西島、托吉安群島、蘇拉群島及布魯島。此屬原被認為是單型，但現已分成幾個物種。

## 分類
最初鹿豚被归类为單一物種，就是B. babyrussa。不過，鹿豚現已确定有4個物種，而原有的學名則歸屬了马鲁古鹿豚所有。此屬內最著名的成員則名為西里伯斯鹿豚。新的分類是基於演化種概念而來，牠們在體型、毛髮的數量及頭顱骨和牙齒的大小上有所不同。

### 物種
- 马鲁古鹿豚（Babyrousa babyrussa）
- 伯拉巴圖鹿豚（Babyrousa bolabatuensis）
- 西里伯斯鹿豚（Babyrousa celebensis）
- 托吉安鹿豚（Babyrousa togeanensis）

## 起源

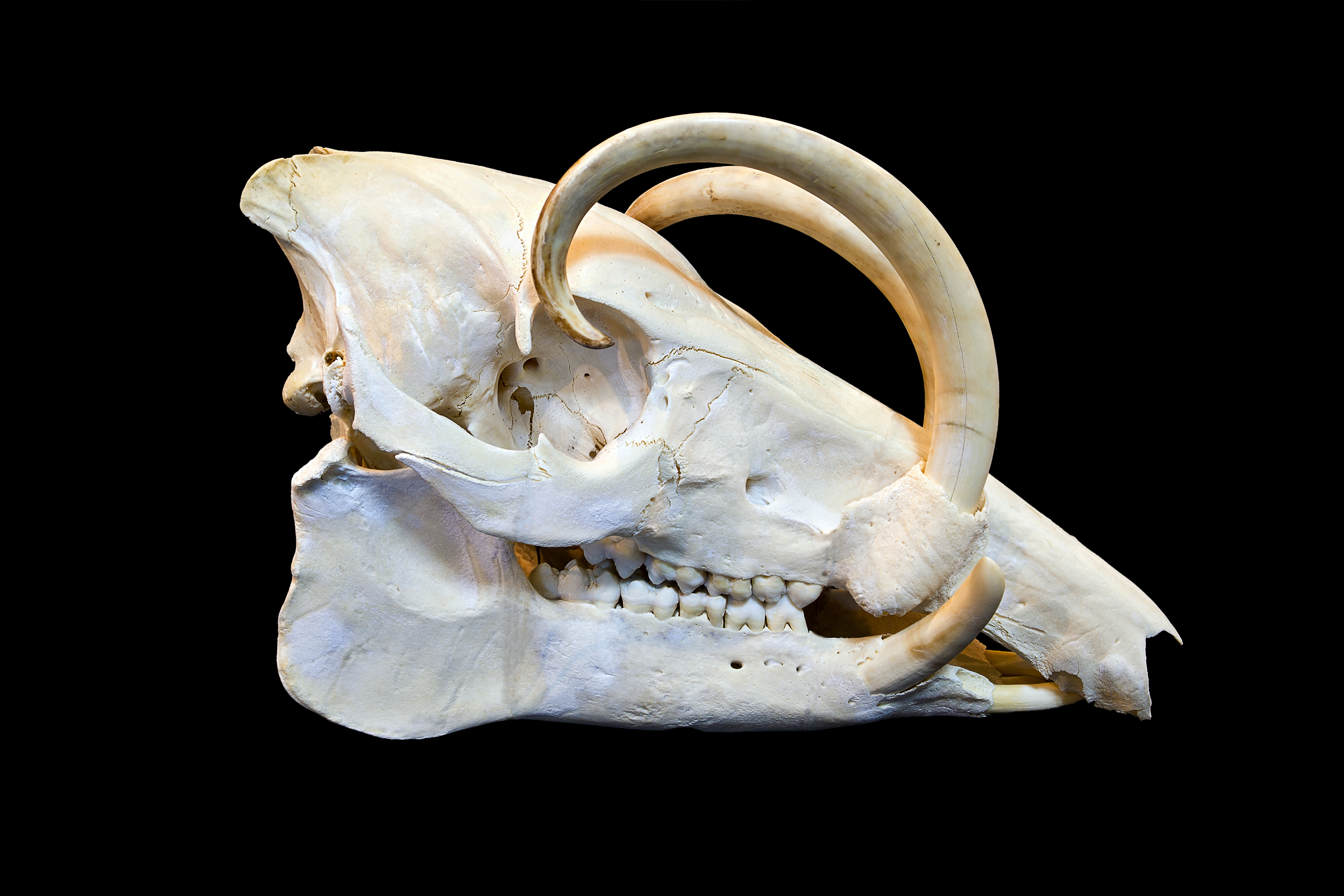
鹿豚的頭顱骨。

雖然在蘇拉威西島及蘇拉群島都有鹿豚的蹤跡，但較大的邦蓋群島卻沒有的蹤影。有指這種特別的分佈形式是因原住民將牠們當作禮物送贈。
至今為止只曾發現一個鹿豚的頭顱骨化石，相信是屬於牠們較大型的祖先所有。

## 習性及行為
鹿豚棲息在熱帶森林。牠們是雜食性的，但主要以果實為食物。
西里伯斯鹿豚會像兔或袋鼠般在繁殖季節進行拳擊。雌鹿豚每次會生1-2隻幼豚，妊娠期為120–150日。其他物種的行為所知卻很少，估計與西里伯斯鹿豚接近。

## 特徵
雄鹿豚有很明顯的獠牙，不同物種的獠牙則形狀不同。西里伯斯鹿豚的獠牙是先向上，並於眼睛位置向後彎曲；托吉安鹿豚的獠牙則彎曲得非常厲害。兩者差不多完全沒有毛，但托吉安鹿豚則有較為明顯的尾毛。马鲁古鹿豚全身都有金毛。雌鹿豚只有一對乳頭。

## 保育狀況
鹿豚是受到保護的。不過，當地人仍有獵食牠們。所有現存的鹿豚物種都受到獵殺、失去棲息地等問題威脅。國際自然保護聯盟亦將牠們列為易危或瀕危。